# Атаев, Салаутдин Джалалович
Салаутдин Джалалович Атаев (16 января 1928 года, Махачкала, ДАССР, РСФСР, СССР — 14 июня 2014 года, Махачкала, Дагестан, РФ) — российский врач (хирург), доктор медицинских наук. 

## Биография
Родился в семье известного революционера и государственного деятеля Джалала Атаева из с. Тарки.

## Учёба
Окончил среднюю школу в 1945 г. Поступил на лечебный факультет Дагестанского медицинского института, который окончил в 1950 году.

## Трудовая деятельность
После окончания вуза  4 года работал хирургом в Сергокалинском районе Дагестанской АССР.
В 1954—62 гг. возглавлял хирургическое отделение больницы Дагестанского управления рыбной промышленности (г. Махачкала). Одновременно сочетал работу с научно-педагогической деятельностью. 
В 1955 г. он был избран ассистентом кафедры госпитальной хирургии Дагестанского медицинского института (завкафедрой был тогда профессор М.Т. Нагорный). 
В 1963 году в Волгоградском мединституте он защитил кандидатскую диссертацию. В 1967 году был избран доцентом кафедры. Там же, в Волгоградском мединституте подготовил и защитил докторскую диссертацию (1976). Одновременно (в 1970-1975 гг.) по совместительству работал главным хирургом Министерства здравоохранения Дагестанской АССР. 
В 1977 году был избран по конкурсу заведующим кафедрой хирургических болезней педиатрического факультета. С 1985 году Салаутдин Джалалович стал заведовать объединенной кафедрой хирургических болезней стоматологического и педиатрического факультетов Дагестанского медицинского института (ныне медицинский университет), которую возглавлял по 2014 год.

## Награды и звания
- Академик Национальной Академии наук Дагестана (1995)[1]
- Заслуженный врач Республики Дагестан (1957)
- Народный врач Республики Дагестан (2003)
- Заслуженный врач РФ (1997)[2]
- Заслуженный деятель науки РД (1998)
- Значок «Отличнику здравоохранения СССР»
- Большая золотая медаль РАН им. Н. И. Пирогова
- Три Почетные грамоты Президиума Верховного Совета Республики Дагестан

## Монографии и труды
Автор 180 научных работ и монографии по вопросам диагностики и хирургического лечения заболеваний печени, желчных путей, желудка, кишечника и конечностей. 

## Наставническая деятельность
Под его руководством защитили 1 докторскую, и 3 кандидатских диссертаций. 

## Изобретения
Имеет 3 авторских свидетельств на изобретения.

## Общественная деятельность
- Член правления Всероссийского хирургического общества им. А. В. Вишневского
- Председатель Правления Дагестанского хирургического общества им. А. В. Вишневского
- Член ученого и диссертационного советов Дагмедакадемии
- Член Аттестационной комиссии МЗ республики Дагестан
- Зампредседателя ученого совета педиатрического факультета